# The Climbers (1915)
The Climbers é um filme de drama mudo produzido nos Estados Unidos e lançado em 1915. É considerado um filme perdido.